# Vypsaná fiXa
Vypsaná fiXa – czeska grupa muzyczna powstała w 1994 roku w Pardubicach. W twórczości grupy można znaleźć elementy punkowe i folkowe, chociaż twórczość zespołu wymyka się prostym podziałom na nurty muzyczne. Charakteryzuje się surrealistycznymi tekstami, zaskakującymi zmianami tempa utworów, melodyjnością nawiązująca do słowackich i morawskich korzeni (wielogłosowe partie wokalne, zaśpiewy).

## Członkowie zespołu
- Michal Mareda – śpiew, gitara
- Milan Kukulský – gitara
- Daniel Oravec – gitara basowa
- Petr Martínek – perkusja

Grupa nagrała osiem płyt długogrających, pierwsza z nich, zatytułowana Lunapark, ukazała się w 1998 roku. W 2012 roku nagrali ścieżkę dźwiękową do filmu Cztery słońca w reżyserii Bohdana Slámy.